# Uzemain
Uzemain  est une commune française située dans le département des Vosges, en région Grand Est.
Ses habitants sont appelés les Manuziens.

## Géographie

### Localisation
Uzemain est un village rural de la Vôge, situé à 15 km au sud-ouest d'Épinal, en tête du bassin Saône-Rhône dans la vallée du Côney.
Il est bordé à l'ouest par le canal de l'Est qui suit le tracé du ruisseau des Sept Pêcheurs et au sud par le ruisseau du Cône et par le sentier GR 7 de grande randonnée.
| Dommartin-aux-Bois     | Girancourt Renauvoid | Épinal   |
| Charmois-l'Orgueilleux | Uzemain              | Uriménil |
|                        | Xertigny             | Hadol    |

### Géologie et relief
L'habitat se disperse dans plusieurs hameaux : La Forge & Le Centre sont sur la rive nord du Côney ; Les Forges, Clairegoutte et La Xatte s'égrènent au sud du ruisseau ;  Thièlouze et Méloménil encadrent les rives du Sept Pêcheurs et du canal des Vosges, Naymont et le Roulon dominent le village sur les pentes sud des monts Faucilles.
Le point culminant, 467 mètres dans la forêt de Brennecône, est au nord, partagé avec la commune de Renauvoid.

### Sismicité
La commune se situe en zone de sismicité modérée.

### Hydrographie et les eaux souterraines
Hydrogéologie et climatologie : Système d’information pour la gestion des eaux souterraines du bassin Rhin-Meuse :
Territoire communal : Occupation du sol (Corinne Land Cover); Cours d'eau (BD Carthage),
Géologie : Carte géologique; Coupes géologiques et techniques,
 Hydrogéologie : Masses d'eau souterraine; BD Lisa; Cartes piézométriques.
La commune est située pour partie dans le bassin versant du Rhin au sein du bassin Rhin-Meuse et pour partie dans le bassin versant de la Saône au sein du bassin Rhône-Méditerranée-Corse. Elle est drainée par le canal de l'Est, le Coney, le ruisseau de Cône, le ruisseau des Sept Pêcheurs, le ruisseau des Colnots, le ruisseau de Beaumenil, le ruisseau de Moncel, le ruisseau des Auriers et le ruisseau du Calais,.
Le Canal de l'Est, d'une longueur totale de 50,6 km, prend sa source dans la commune de Girancourt et se jette  dans la Saône à Corre, après avoir traversé 14 communes.
Le Côney, d'une longueur totale de 55,2 km, prend sa source dans la commune de Dounoux et se jette  dans le canal de l'Est à Corre, après avoir traversé 20 communes.
Le ruisseau de Cône, d'une longueur totale de 12,4 km, prend sa source dans la commune de Bellefontaine et se jette dans le Côney à Xertigny, après avoir traversé cinq communes.
Le ruisseau des Sept Pêcheurs, d'une longueur totale de 11,5 km, prend sa source dans la commune de Girancourt et se jette dans le Côneyen limite du territoire communal et de Xertigny, après avoir traversé trois communes.

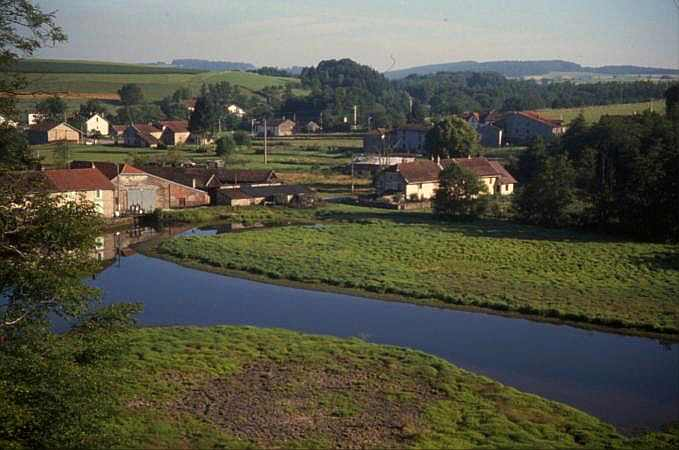
Un étang aux Forges d'Uzemain.
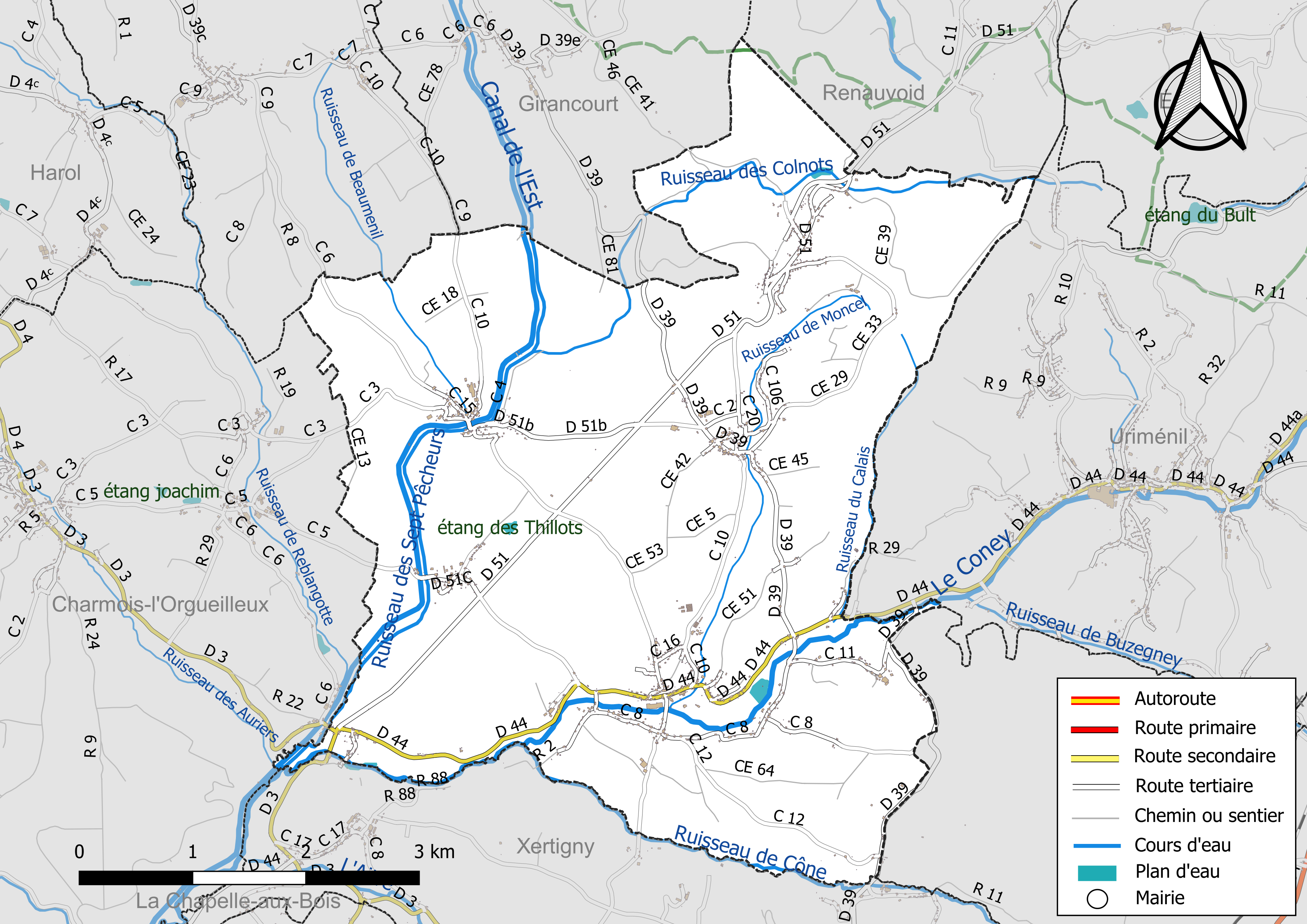
Réseaux hydrographique et routier d'Uzemain.

La qualité des cours d’eau peut être consultée sur un site dédié géré par les agences de l’eau et l’Agence française pour la biodiversité.

### Climat
Pour des articles plus généraux, voir Climat du Grand Est et Climat des Vosges.
En 2010, le climat de la commune est de type climat de montagne, selon une étude du Centre national de la recherche scientifique s'appuyant sur une série de données couvrant la période 1971-2000. En 2020, Météo-France publie une typologie des climats de la France métropolitaine dans laquelle la commune est exposée à un climat semi-continental et est dans la région climatique  Lorraine, plateau de Langres, Morvan, caractérisée par un hiver rude (1,5 °C), des vents modérés et des brouillards fréquents en automne et hiver. 
Pour la période 1971-2000, la température annuelle moyenne est de 9,6 °C, avec une amplitude thermique annuelle de 16,9 °C. Le cumul annuel moyen de précipitations est de 1 139 mm, avec 13,5 jours de précipitations en janvier et 10,1 jours en juillet. Pour la période 1991-2020, la température moyenne annuelle observée sur la station météorologique de Météo-France la plus proche, « Dommartin-aux-Bois_sapc », sur la commune de Dommartin-aux-Bois à 10 km à vol d'oiseau, est de 10,6 °C et le cumul annuel moyen de précipitations est de 908,9 mm. 
La température maximale relevée sur cette station est de 39,4 °C, atteinte le 25 juillet 2019 ; la température minimale est de −17,5 °C, atteinte le 20 décembre 2009,,. 
Les paramètres climatiques de la commune ont été estimés pour le milieu du siècle (2041-2070) selon différents scénarios d'émission de gaz à effet de serre à partir des nouvelles projections climatiques de référence DRIAS-2020. Ils sont consultables sur un site dédié publié par Météo-France en novembre 2022.

## Urbanisme

### Typologie
Au 1er janvier 2024, Uzemain est catégorisée commune rurale à habitat dispersé, selon la nouvelle grille communale de densité à sept niveaux définie par l'Insee en 2022.
Elle est située hors unité urbaine. Par ailleurs la commune fait partie de l'aire d'attraction d'Épinal, dont elle est une commune de la couronne,. Cette aire, qui regroupe 118 communes, est catégorisée dans les aires de 50 000 à moins de 200 000 habitants,.

### Occupation des sols
L'occupation des sols de la commune, telle qu'elle ressort de la base de données européenne d’occupation biophysique des sols Corine Land Cover (CLC), est marquée par l'importance des territoires agricoles (61,1 % en 2018), en diminution par rapport à 1990 (64,1 %). La répartition détaillée en 2018 est la suivante : 
forêts (34,7 %), terres arables (29,8 %), zones agricoles hétérogènes (26 %), prairies (5,4 %), zones urbanisées (4,1 %), milieux à végétation arbustive et/ou herbacée (0,1 %). L'évolution de l’occupation des sols de la commune et de ses infrastructures peut être observée sur les différentes représentations cartographiques du territoire : la carte de Cassini (XVIIIe siècle), la carte d'état-major (1820-1866) et les cartes ou photos aériennes de l'IGN pour la période actuelle (1950 à aujourd'hui).

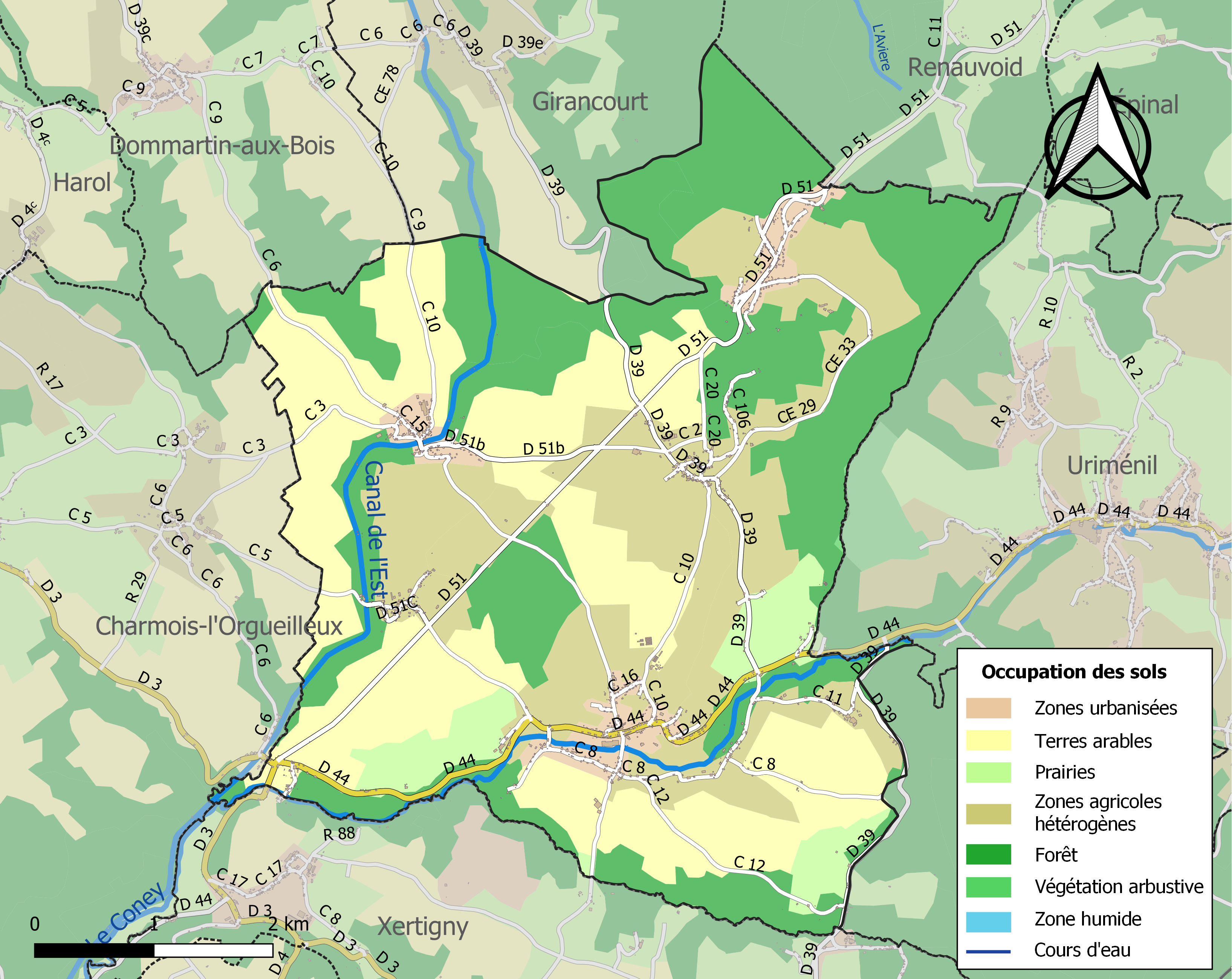
Carte des infrastructures et de l'occupation des sols de la commune en 2018 (CLC).

## Toponymie
Le nom de la localité est attesté sous les formes Euzemain (1295) ; Azemains (1309) ; Eszemen (1338) ; Uzemains (1343) ; J. G. de Huizemaino (1385) ; Azemain (1390) ; Aizemain (1401) ; Ezemain (1433) ; Uzemain (1461) ; Usemain (1533)  ; « La Rue d’Uzemain » (1597) ; Usenain (1628) ; Usmain (1674) ; Heusemains (1656) ; Esmeyn (XVIIe siècle) ; « La Rue d’Esemin » (1708) ; Usminga (1768) .

Les premiers écrits relatifs au village datent du XIIIe siècle pour Uzemain avec la Cense dénommée « La Forge ». « La Forge », attestée sous la forme La Forge en 1768 (pouillé Chatrian, p. 459), n’est habitée qu’à partir de l’installation de la « forge Gaudel » autorisée par le duc Léopold en 1698/1700.
Le village de Uzemain se compose de deux anciennes communes d,Uzemain-la-Rue et Uzemain-les-Forges, réunies en une seule par ordonnance royale du 20 mai 1839.

## Histoire

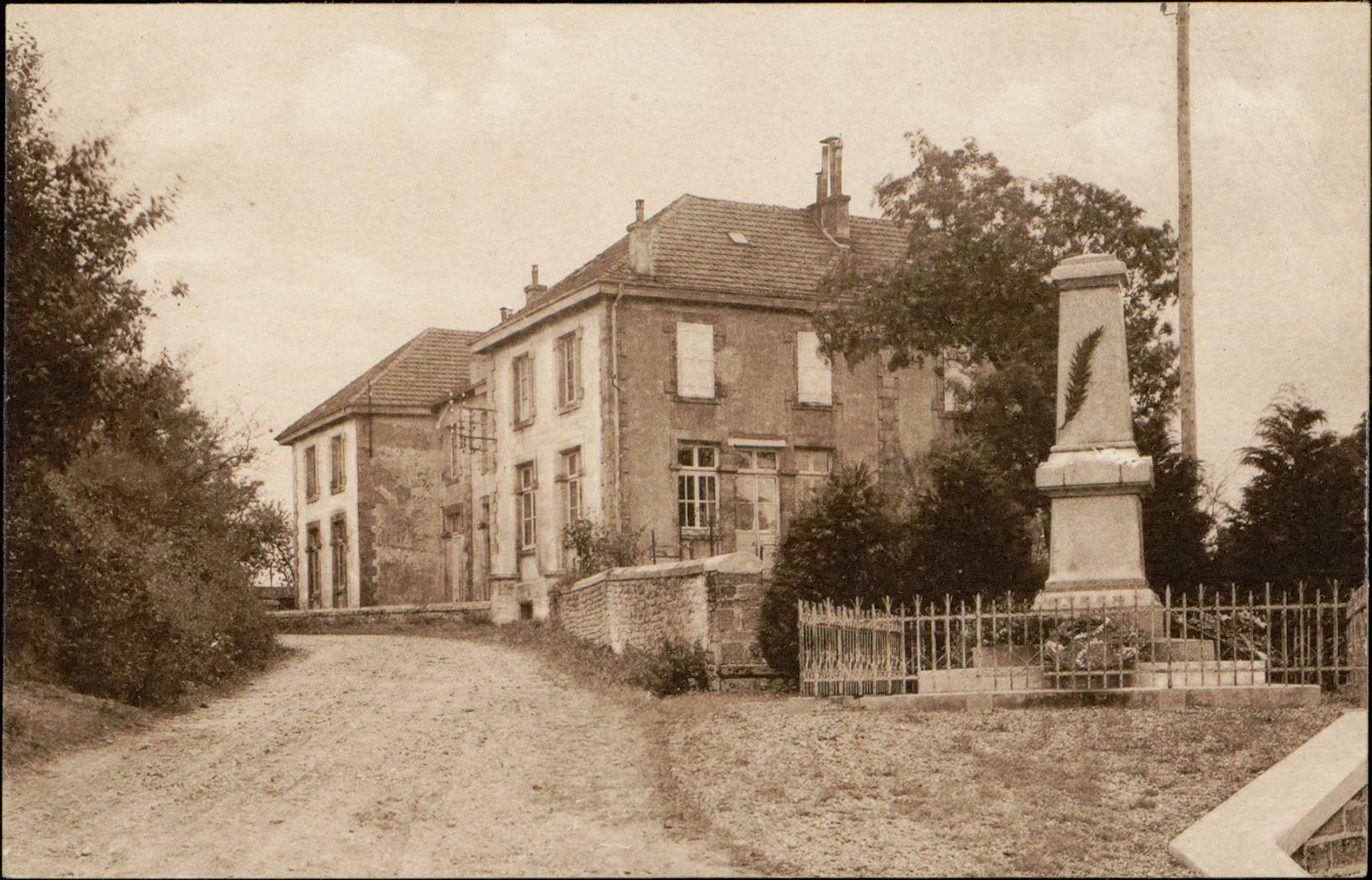
Carte postale ancienne d'Uzemain, montrant la mairie, l'école et la poste.

Une présence humaine est attestée pendant les IIIe et IVe siècles essentiellement le long de la vallée du Côney par la découverte d'assez nombreux vestiges gallo-romains (statues, éléments de monuments funéraires et d'habitats, voie pavée découverte en 2008) ;
Les premiers écrits relatifs au village datent du XIe siècle pour Thiélouze et du XIIIe siècle pour Uzemain (Les Forges) ;
Le dénombrement (recensement) lorrain de 1594 - dit d'Alix - prend acte de la répartition administrative du territoire de la commune, valable jusqu'à la révolution de 1789 :
- Les hameaux nord et ouest du Coney ; Meloménil, Thiélouze, Naimont sont du Ban de Girancourt dépendant à la fois du duc de Lorraine et du chapitre de Remiremont ; La Forge n'est habitée qu'à partir de l'installation de la forge Gaudel autorisée par le duc Léopold en 1698/1700 ; Le Roulon  ne prend essor qu'après la construction de la « vieille route de Bains » vers 1745 ; Le Centre ne devient le centre nerveux du futur village qu'avec la reconnaissance en paroisse autonome de l'église en 1702 ;
- Clairegoutte et La Xatte sont du ban d'Arches à autorité duale aussi ;
- Uzemain-les-Forges est ducale ; c'est un fief des seuls princes lorrains.

Ainsi, il est important d'écrire et d'assurer que le village a toujours été lorrain depuis la création de la Lotharingie (en 840). Il est vrai, aux marches, dans la mesure où certaines communes limitrophes au sud ont, peu ou prou, à un moment ou à un autre, été du comté de Bourgogne ou de Franche-Comté ;
Il est également capital de reconnaitre le rôle fédérateur de la paroisse qui permet aux habitants de résister aux pressions seigneuriales, d'assurer leur éclosion sociale en devenant, à la mesure des temps, propriétaires de fait des terres qu'ils cultivent ; c'est si vrai que les communes sont créées en 1790 à l'identique des territoires paroissiaux.
En 1792, deux communes distinctes se forment au sein du canton de Xertigny : Uzemain-les Forges et Uzemain-la Rue. Elles sont réunies par ordonnance royale le 20 mai 1839 avec comme chef-lieu Uzemain-la-Rue, devenu depuis Uzemain.
Par ailleurs, l'enquête conduite auprès des registres d'état civil de la période 1804/1824 permettant l'évaluation du nombre de conjoints ayant signé leur acte de mariage de leur nom confirme pour le village l'excellent classement du département au niveau de l'alphabétisation ;
Pour le village, le XIXe siècle est celui du renforcement de l'identité communale avec la réalisation de grands projets tels qu'en 1860/1861 l'édification de la nouvelle église de facture néogothique et en 1880/1882 la construction du groupe écoles-mairie-poste ;
- Ces bâtiments racés deviennent ainsi le centre nerveux visible de la commune et sa fierté ;
- La mise en place d'une école dans chaque hameau permet le maintien de la vitalité nécessaire à la cohésion de l'ensemble et devient le garant de l'égalité des chances vivement souhaitée par la IIIe République ;
- L'exode rural concerne notre commune comme toutes ses semblables à vocation agricole ; les métiers du tertiaire et les villes industrielles ont besoin du « trop plein » des campagnes ;

Les deux guerres de la première moitié du XXe siècle touchent durement notre village ; c'est ainsi que 75 de nos jeunes meurent au champ d'honneur entre 1914 et 1918 ; le bombardement allemand d'artillerie du 18 juin 1940 tue deux  de nos concitoyens et endommage gravement notre église ; ces deux faits ne sont que les traductions de malheurs bien plus nombreux supportés par les habitants pendant ces cruelles années ; après chacun des conflits, le dynamisme des maires et de leurs conseils permet cependant de panser les plaies et de repartir vers de nouveaux projets communaux et intercommunaux comme l'électrification dans les années 1920 ou la distribution de l'eau dans la décennie de 1950 ;
Le grand air, les espaces, les points de vue, la proximité du bassin d'emploi d'Épinal, associés à l'installation d'un groupe scolaire modèle et d'une usine de rubans décoratifs dans la dernière décennie donnent à Uzemain tous les atouts d'un village moderne et dynamique ; nos concitoyens, en constante augmentation depuis 1975, font preuve de solidarité et d'engagement au sein de multiples associations dont la Fête de l'œuf est, chaque fin juillet depuis 20 ans, le point d'orgue des événements festifs que notre communauté organise.

## Politique et administration

### Budget et fiscalité 2022

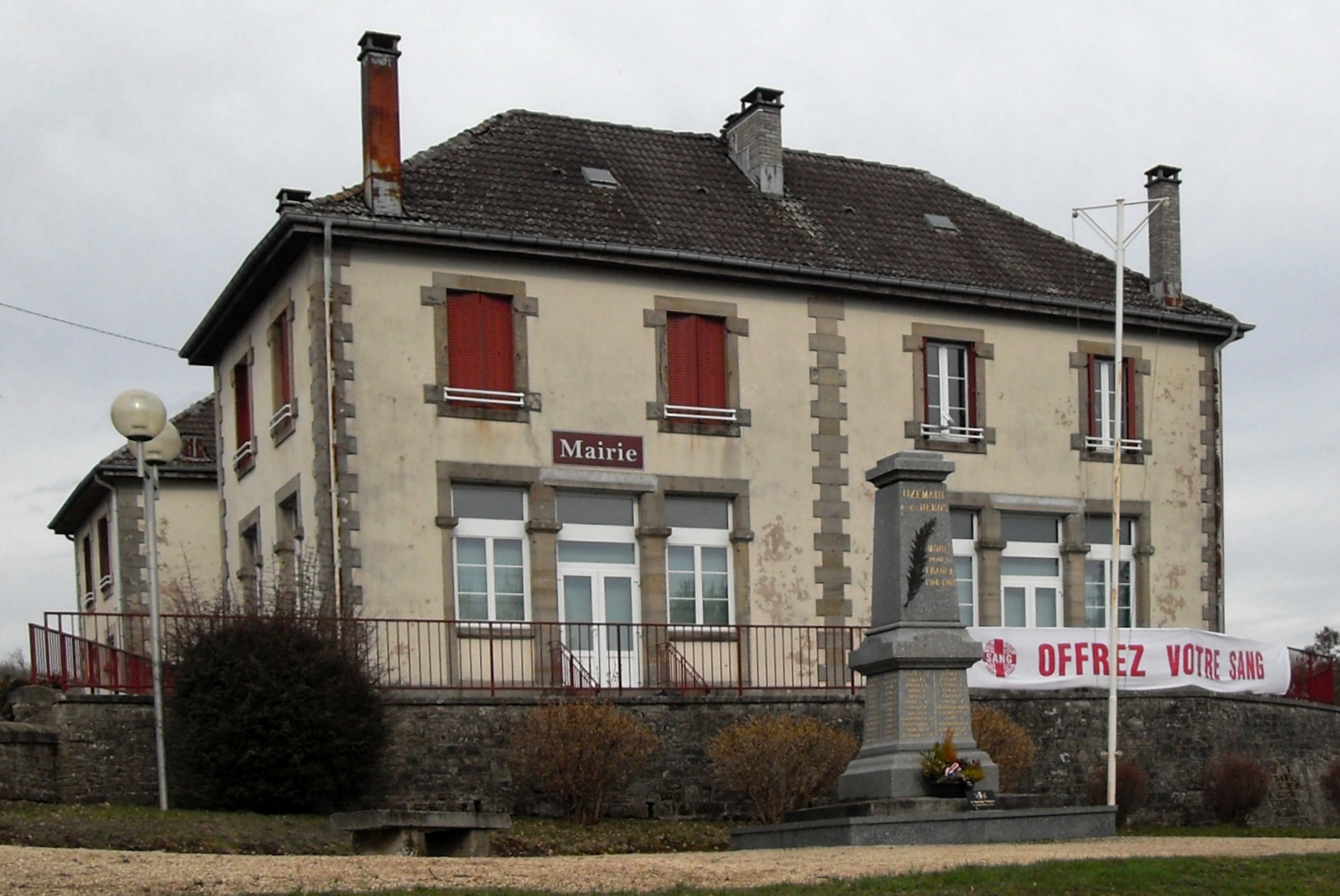
La mairie d'Uzemain et le monument aux morts.

En 2022, le budget de la commune était constitué ainsi :
- total des produits de fonctionnement : 816 000 €, soit 766 € par habitant ;
- total des charges de fonctionnement : 715 000 €, soit 672 € par habitant ;
- total des ressources d'investissement : 84 000 €, soit 79 € par habitant ;
- total des emplois d'investissement : 350 000 €, soit 329 € par habitant ;
- endettement : 182 000 €, soit 171 € par habitant.

Avec les taux de fiscalité suivants :
- taxe d'habitation : 12,09 % ;
- taxe foncière sur les propriétés bâties : 40,95 % ;
- taxe foncière sur les propriétés non bâties : 25,23 % ;
- taxe additionnelle à la taxe foncière sur les propriétés non bâties : 0,00 % ;
- cotisation foncière des entreprises : 0,00 %.

Chiffres clés Revenus et pauvreté des ménages en 2021 : médiane en 2021 du revenu disponible, par unité de consommation : 22 720 €.

## Liste des maires
| Période                                  | Période                     | Identité                 | Étiquette | Qualité |
| ---------------------------------------- | --------------------------- | ------------------------ | --------- | ------- |
| Les données manquantes sont à compléter. |                             |                          |           |         |
| 25 novembre 1944                         | 21 novembre 1965            | Pierre Remy              |           |         |
| 16 janvier 1966                          | 11 décembre 1990            | Charles Remy (1926-1990) |           |         |
| 25 janvier 1991                          | 23 mai 2020                 | Alain Pierre             |           |         |
| 23 mai 2020                              | En cours (au 20 avril 2022) | Pauline Babey-Foltzer    |           |         |

## Population et société

### Démographie

#### Évolution démographique
L'évolution du nombre d'habitants est connue à travers les recensements de la population effectués dans la commune depuis 1793. Pour les communes de moins de 10 000 habitants, une enquête de recensement portant sur toute la population est réalisée tous les cinq ans, les populations de référence des années intermédiaires étant quant à elles estimées par interpolation ou extrapolation. Pour la commune, le premier recensement exhaustif entrant dans le cadre du nouveau dispositif a été réalisé en 2006.

En 2022, la commune comptait 1 050 habitants, en évolution de −1,04 % par rapport à 2016 (Vosges : −2,96 %, France hors Mayotte : +2,11 %).
| 1793 | 1800  | 1806  | 1821  | 1831  | 1836  | 1841  | 1846  | 1856  |
| ---- | ----- | ----- | ----- | ----- | ----- | ----- | ----- | ----- |
| 938  | 1 129 | 1 121 | 1 427 | 1 467 | 1 461 | 1 671 | 1 656 | 1 709 |

| 1861  | 1866  | 1876  | 1881  | 1886  | 1891  | 1896  | 1901  | 1906  |
| ----- | ----- | ----- | ----- | ----- | ----- | ----- | ----- | ----- |
| 1 759 | 1 742 | 1 622 | 1 820 | 1 614 | 1 367 | 1 410 | 1 347 | 1 363 |

| 1911  | 1921  | 1926  | 1931  | 1936  | 1946  | 1954 | 1962 | 1968 |
| ----- | ----- | ----- | ----- | ----- | ----- | ---- | ---- | ---- |
| 1 317 | 1 158 | 1 143 | 1 082 | 1 063 | 1 008 | 954  | 948  | 849  |

| 1975 | 1982 | 1990  | 1999  | 2006  | 2011  | 2016  | 2021  | 2022  |
| ---- | ---- | ----- | ----- | ----- | ----- | ----- | ----- | ----- |
| 842  | 896  | 1 008 | 1 043 | 1 096 | 1 146 | 1 061 | 1 045 | 1 050 |

Commentaires
1. La date de 1665 correspond à la fin de la guerre de Trente Ans pendant laquelle la Lorraine a terriblement souffert ; le village a perdu 40 pour cent de sa population alors qu'Épinal en perdait environ 70 pour cent ;
2. Le XVIIIe siècle est favorable à l'augmentation de la population ; les mesures d'incitation et d'accompagnement de Léopold, duc de Lorraine, après la guerre de Trente Ans, la culture de la pomme de terre et sa consommation comme base de l'alimentation permettent cette heureuse progression ;
3. La population est à son apogée de 1860 à 1880, époque où le village construit son église néogothique, se dote de son bâtiment écoles/mairie et participe à l'installation du fort du Roulon et au creusement du canal de l'Est. La fin du siècle correspond à un fort exode rural ; l'attirance des métiers dans l'industrie (usines de la vallée de la moyenne Moselle) et le tertiaire (dont fonction publique : il y a ainsi en 1903, 17 instituteurs et institutrices issus du village enseignant dans les Vosges) permet de diminuer la pression démographique de nos campagnes ;
4. La population est à son étiage en 1975 après les difficiles périodes des deux guerres - 75 jeunes Manuziens sont morts au front de 1914 à 1918 - pour ensuite amorcer une remontée continue jusqu'à nos jours.

### Enseignement
Établissements d'enseignements : 
- Écoles maternelles et primaires à Uzemain, Uriménil, Charmois-l'Orgueilleux, Girancourt, La Chapelle-aux-Bois.
- Collèges à Xertigny, Épinal, Golbey.
- Lycées à Harol, Épinal.

### Santé
Professionnels et établissements de santé : 
- Médecins à Uriménil, Xertigny, Charmois-l'Orgueilleux, Chaumousey, Girancourt, Hadol, Bains-les-Bains.
- Pharmacies à Uriménil, Xertigny, Chaumousey, Girancourt, Hadol, Bains-les-Bains.
- L'hôpital le plus proche est le centre hospitalier Émile-Durkheim situé dans la ville voisine d'Épinal.

### Cultes
- Culte catholique, Paroisse Saint-Paul-en-Vôge[35], Diocèse de Saint-Dié.

## Économie

### Entreprises et commerces

#### Agriculture
- Culture de céréales, de légumineuses et de graines oléagineuses.
- Élevage de vaches laitières.
- Élevage de chevaux et d'autres équidés
- Élevage d'autres bovins et de buffle.
- Autres cultures non permanentes.

#### Tourisme
- Hébergements et restauration à Xertigny, Sanchey, Bains-les-Bains, Épinal.

#### Commerces
- Commerces et services de proximité>.

## Culture locale et patrimoine

### Lieux et monuments

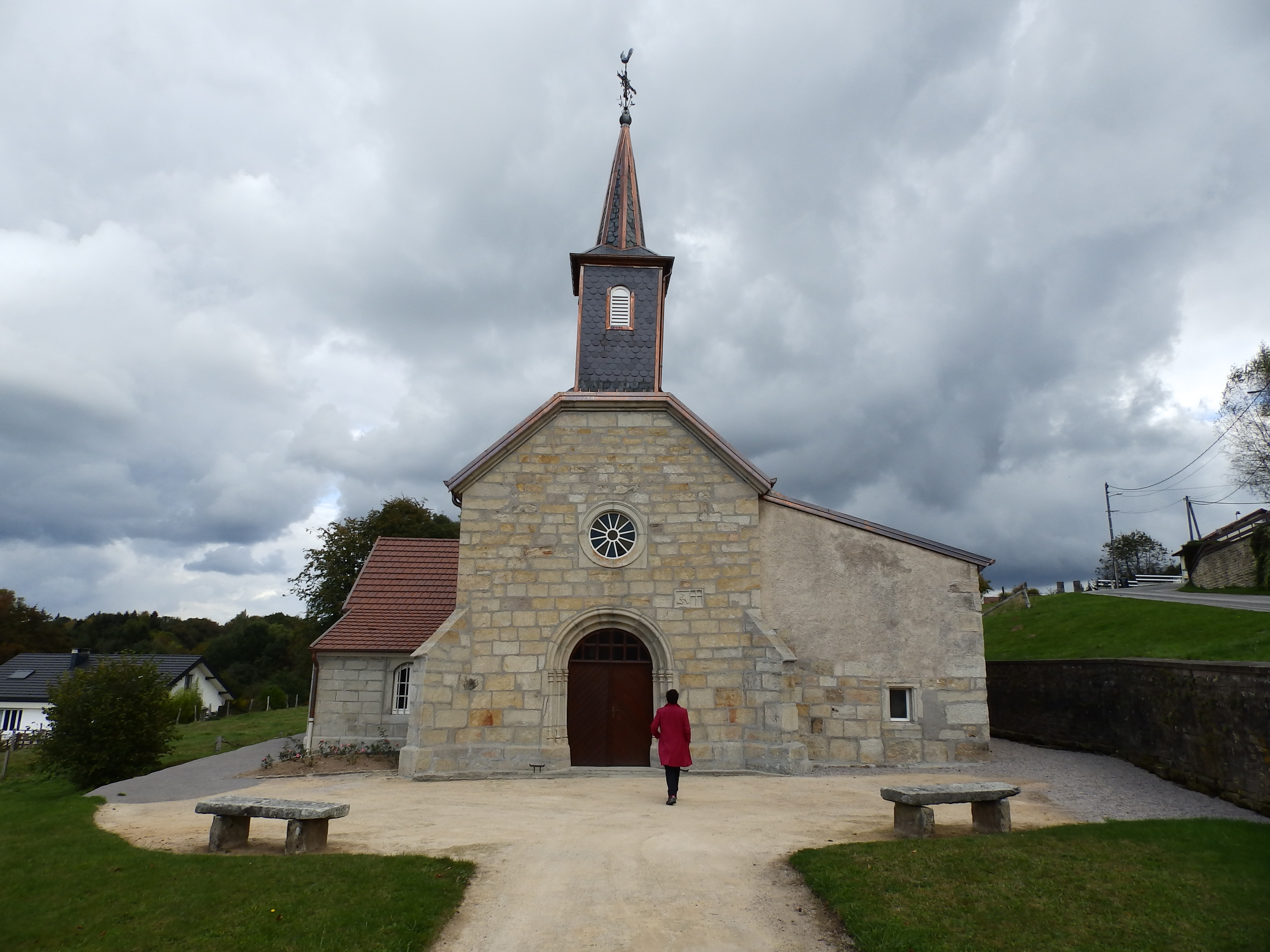
Chapelle Notre-Dame du Chardonneret de Thiélouze..
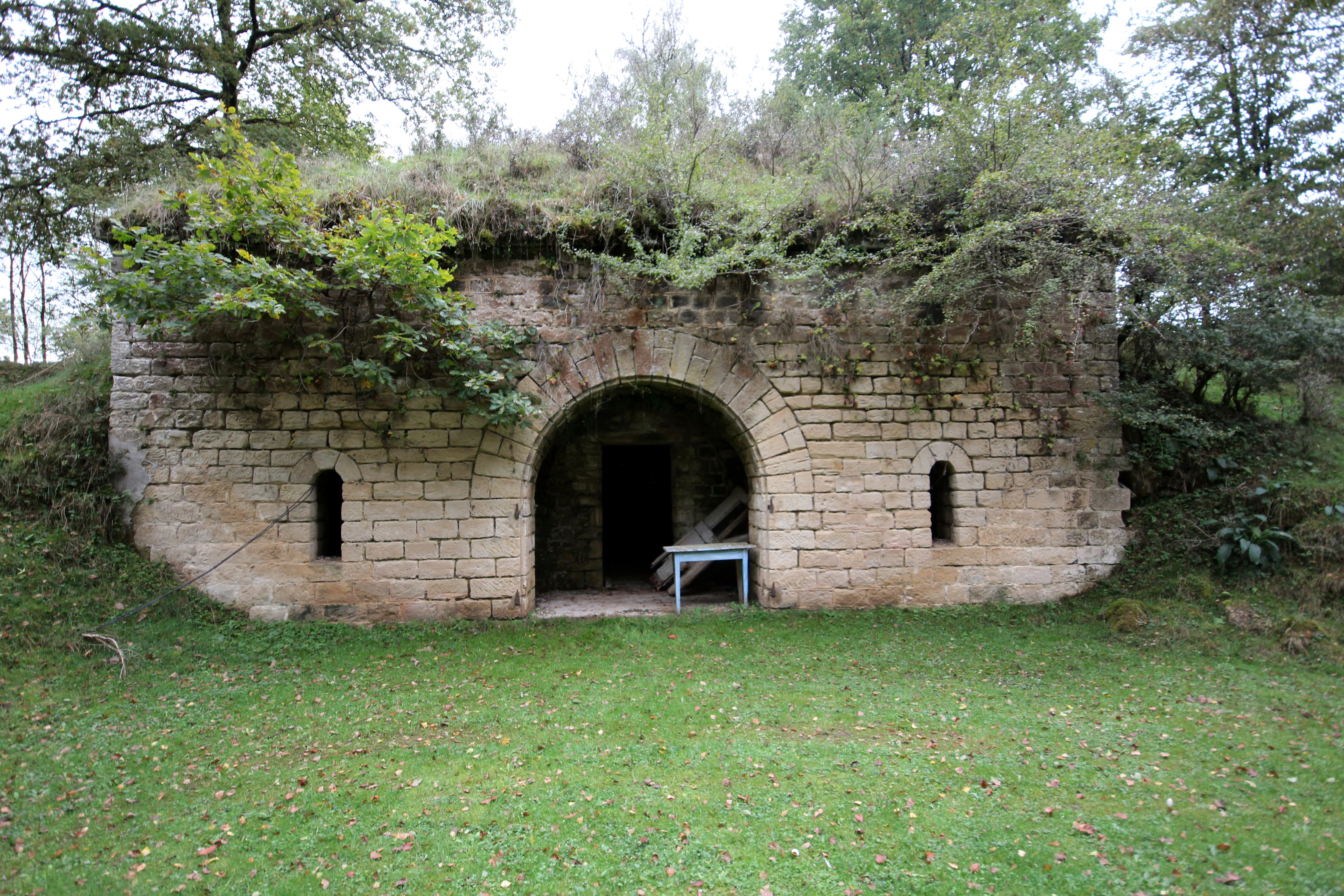
Détail d’une traverse abri du fort du Roulon.
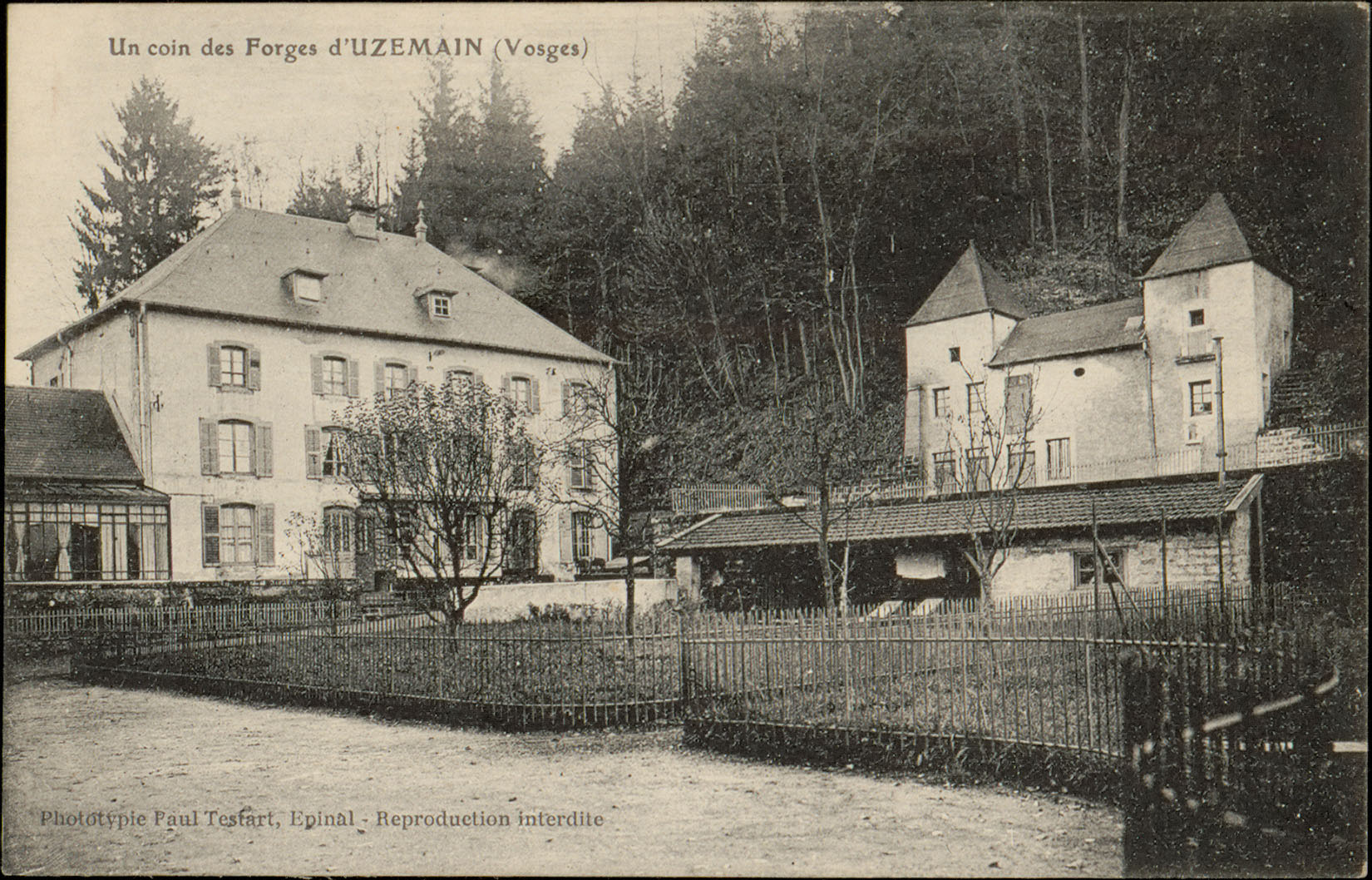
Anciennes forges d'Uzemain (carte postale Paul Testart).

Église Sainte-MadeleineEn 1860, l'abbé Parmentier, curé de la paroisse, fort du montant de la souscription déjà réalisée auprès des habitants, et le maire, M. Peutot, lancent les travaux d'agrandissement de l'église existante. Au fil des années et jusqu'en 1866, l'installation des vitraux, des bancs et du mobilier, la reconstruction de la tour en pierres de taille, la fabrication et pose de trois nouvelles cloches sont entreprises. Pour ces dernières, le financement est assuré par un astucieux système de parrainage. Pour la tour, la fin de l'indivision des forêts des bans de Girancourt et d'Arches arrive à point nommé et donne à la commune des revenus dont une partie sert à cet embellissement. Cette tour, haute de 33 mètres est en grandes pierres de taille de grès blanc du meilleur aloi et montre que l'architecte, M. Adam a bien étudié les monuments gothiques. Le portail, surmonté de son arc en accolade et la corniche, aux sculptures profondes, achève bien l'édifice dont l'élégante flèche de 17 mètres et le coq girouette ont été rénovés en 1967.
La chapelle de ThièlouzeSituée sur le coteau dominant le canal des Vosges, dédiée à Notre-Dame de l'Annonciation, elle daterait du XIVe siècle ; ses joyaux sont : une statue en pierre de la Vierge du XIVe siècle, une statuette en bois, toutes deux classées ; un tableau religieux du XVIIe siècle, une cloche marquée 1504 et une pierre sculptée aux trois oreilles de lapins ; La confrérie, toujours active, a été fondée le 23/06/1645 par bulle du pape Innocent X ; elle organise, en particulier, le deuxième dimanche après pâques et au 15 août, une cérémonie religieuse avec pèlerinage et remise de la statuette à la garde d'une personne de la confrérie ; la chapelle est ouverte pour visite libre les après-midi à la belle saison.
Monuments aux morts. Conflits commémorésGuerres 1914-1918 - 1939-1945.
Le canal des Vosges, ses écluses, sa véloroute, voie verteAprès la perte de l'Alsace et d'une partie de la Lorraine, le Gouvernement décide en 1874 la construction d'une voie d'eau pour assurer la liaison Méditerranée - Mer du Nord. Les travaux ont lieu pour les huit écluses et les 5 kilomètres  situés sur notre commune de 1879 à 1881 ; de type Freycinet les écluses, d'un gabarit de 39 mètres sur 5,20 de large et de 3 de hauteur permettent le passage des bateaux de 300 tonnes ; dès 1885 l'activité est forte ; le port de Thielouze est un des principaux ports d'embarquement (le second après pont du Côney) jusqu'en 1913 grâce à l'exploitation des carrières proches ; aujourd'hui l'élargissement nécessaire à la rentabilité industrielle n'étant pas envisagé, la vocation du canal est devenue touristique. Le conseil général et le pays d'Épinal cœur des Vosges sont porteurs du projet véloroute voie verte qui prend corps  sur les 78 kilomètres vosgiens de ce parcours champêtre aux paysages exceptionnels par leur variété et leur richesse historique.
Le fort du RoulonFaisant partie du système de défense dit Séré de Rivières au profit de la place forte d'Épinal, il a été construit de 1879 à 1881 avec pour objectif la défense face au sud et le freinage sinon l'interdiction de toute manœuvre de contournement d'Épinal vers la Franche-Comté par la vallée du Côney. Seul fort de la place à posséder un casernement à deux étages encore visitable aujourd'hui, il pouvait abriter 400 hommes et être armé de 22 pièces dont 4 à 8 de flanquement pour assurer sa propre défense. Un poste optique encore visible lui permettait la transmission de signaux codés. C'est aujourd'hui une propriété privée.
Usine métallurgique de la forgeL'autorisation de concession est une des plus anciennes signée par le duc Leopold de Lorraine (fin du XVIIe siècle). Appartenant au marquis de Villé (Ville-sur-Illon), elle est affermée au sieur Gaudel puis devient forge Saint-Jean. Elle est célèbre au milieu du XIXe siècle grâce aux maîtres de forges Lallemand, qui produisent par moyens d'affinerie des fers de grande qualité pour les ateliers d'armement. Devenue fabrique de couverts Clément de 1900 à 1960, elle est aujourd'hui désaffectée et démontée ; un logement d'ouvriers, daté de 1856 est le seul témoin de ce site industrieux biséculaire.
La tourbière de MorevoidÉtang des colnots et tourbière de Morevoid. Zone naturelle d'intérêt écologique, faunistique et floristique (ZNIEFF Continentale de type 1).

### Personnalités liées à la commune
- Christian Champy, homme politique, médecin et biologiste, né le 18 avril 1885 à Uzemain, 1 rue du Champ-du-Faite ; mort le 29 avril 1962 à Paris[45]. Professeur d'histologie à la faculté de médecine de Paris, recteur de l'académie de Hanoï, membre de l’Académie de médecine et de l'Académie de sciences. Il fut conseiller général du canton de Xertigny de 1922 à 1942 et de 1944 à 1945, puis conseiller départemental des Vosges de 1942 à 1945[46].
- Maurice Poirot, instituteur et homme politique, né le 17 octobre 1900 à Uzemain la Xatte, mort à Cleurie le 24 janvier 1981. Secrétaire fédéral de la SFIO avant la dernière guerre, prisonnier pendant celle-ci. En 1945, il devient conseiller général, député de 1945 à 1951 et de 1956 à 1958. Au Palais Bourbon, son action la plus déterminée a pour but la défense des anciens prisonniers de guerre et des sinistrés[47].
- Les familles Balaud de Lerrain[48].

## Pour approfondir